# قول (ترانه)
«قول» (انگلیسی: Promise) تک‌آهنگی از خوانندۀ اهل کره جنوبی جیمین است که در ۳۱ دسامبر ۲۰۱۸ توسط بیگ هیت میوزیک منتشر شد. آهنگساز و ترانه‌سرای این آهنگ جیمین است.